# グリーンズボロ・スウォーム
グリーンズボロ・スウォーム（Greensboro Swarm）は、NBAゲータレード・リーグ（Gリーグ）に加盟しているプロバスケットボールチームである。本拠地はアメリカ合衆国ノースカロライナ州グリーンズボロ。シャーロット・ホーネッツ傘下。アリーナはグリーンズボロ・コロシアム。

## 脚註
1. ↑  mrochinski (2016年7月6日). “Hornets D-League Team To Be Known As Greensboro Swarm”. NBA Media Ventures, LLC 2017年11月28日閲覧。
2. ↑  “Greensboro Swarm Reproduction Guideline Sheet”.   NBA Properties, Inc.. 2017年8月30日閲覧。